# جبهه اسلامی (سوریه)
جبهه اسلامی (به عربی: الجبهة الاسلامیه) ائتلافی از هفت گروه شورشی درگیر جنگ داخلی سوریه  است که در ۲۲ نوامبر ۲۰۱۳ تشکیل شد. گروه‌های عضو این جبهه گرایش اسلام‌گرا و سلفی دارند و در اساسنامه خود دموکراسی مبتنی بر نمایندگی و سکولاریسم را رد کرده و خواستار تشکیل یک دولت اسلامی هستند. دولتی اسلامی که یک مجلس شورا در رأس آن قرار گیرد و احکام شریعت اسلام را پیاده کند.
عمدتاً تصور می‌شود که نیروهای جبهه اسلامی از سوی عربستان تجهیز مالی و تسلیحاتی می‌شوند. جبهه اسلامیه به طور رسمی علیه داعش اعلان جنگ نداده است اما بسیاری از گروه‌های عضو جبهه اسلامی  در مبارزه با ارتش سوریه و داعش مشارکت داشته‌اند. تعداد نیروهای آن حدود ۴۰ تا ۵۰ هزار نفر برآورد می‌شود.

## اعضا
هفت گروه مؤسس این جبهه عبارتند از:
- جیش الاسلام گروه مستقر در دمشق به رهبری زهران علوش از سازمان‌یافته‌ترین گروه‌های اپوزیسیون سوریه
- احرار الشام از نخسیتن گروه‌هایی که در جنگ داخلی سوریه شکل گرفت و در نقاط مختلف سوریه حضور دارد
- تیپ توحید قویترین گروه اپوزیسیون در حلب
- لواء الحق گروه فعال در ولایت حمص
- تیپ بازهای شام (صقور الشام) از گروه‌های قدرتمند در استان ادلب
- انصار الشام فعال در استان لاذقیه و استان ادلب
- جبهه اسلامی کرد که یک گروه اسلامی فعال در مناطق کردنشین است و با ایده تشکیل کردستان مستقل، مخالف است.